# アナライザー (宇宙戦艦ヤマト)
アナライザーは、アニメ「宇宙戦艦ヤマトシリーズ」に登場する架空のロボット。
担当声優は、テレビアニメ第1作準拠のシリーズ関連作品（実写映画含む）では緒方賢一。『宇宙戦艦ヤマト2199』以降のリメイク作品ではチョー。
名前の由来はanalyzer（解析器）から。

## キャラクター解説
名前のとおり、主に調査・分析を任務とする、等身大のロボットである。全体の大半が赤で占められたドームのある円柱に手足が生えた形状をしている。顔はなく、昆虫のような見た目の「頭部」の3枚のフィンがある側が背中。頭部を中心にメーターが多数ついている。ボディーは「頭部」「胸部」「下半身」の3つに切り離し可能で、完全分離状態では空中に浮遊する。足はキャタピラとなっている。手首（腕）は伸縮可能で、腕部をロケットパンチの要領で飛ばすこともできる。また、臀部に内蔵したロケットで推進も可能。
ガミラス戦車を持ち上げるほどの怪力を持つ。また、電磁バリヤー（『ヤマト』第8話）やレーザー銃撃（『さらば』中盤、『ヤマト2』第14話、『ヤマトIII』第13話など）などに耐える高い耐久性を持つが、鈍い衝撃に対しては破損した描写も数度ある（『ヤマト』第23話、『さらば』終盤、『完結編』序盤など）。
酒に酔い、感情・触覚を有する。いかにもロボット然とした外観とは裏腹に内面は極めて情緒性に富んでおり、森雪に想いを寄せ、たびたびスカートをめくるなどのセクハラ行為に及んでいる。ムードメーカー的なお笑いキャラであり、やや頼りないところがある、いわゆるズッコケキャラ的存在。普段は生活班調査・分析担当するほか、敵基地攻略などの白兵戦に駆り出されることもある。固定した配置場所を持たないが、必要に応じて第一艦橋前部左側の席に着く。
話すときには特徴的な電子音が混じり、各部の計器が点滅する。
企画書の段階での名称は「アナライザー・ロボット」であり、固有名詞というより「調査・分析ロボ」程度の抽象的な呼び名であった。放送前に製作されたパイロットフィルムでは、すでに「アナライザー」とテロップが付けられているが、ナレーションでは「万能ロボット」とのみ呼ばれ、本編でも当初は「アナライザー」という名前は出てこず、第5話でようやくアナライザーと呼ばれるようになる。

## 劇中での登場
宇宙戦艦ヤマト
第1話で病院区画のロボットとして初登場する。沖田十三にかかってきた通信をドア越しに盗み聞きして古代達に教えた。また、この頃から森雪へのセクハラ行為は行っている。第2話でヤマトに召集された古代進、島大介、佐渡酒造らに強引に随伴し、自分から沖田に能力を売り込んで現場採用の形で無理やりヤマトの乗組員となる。
当初は酒を拒否していたが、第11話で佐渡から酒を浴びせられ、成分を分析した直後に酔っ払う。デスラー機雷処理に酒気帯びのまま参加し、真田志郎に「つまらんところが精巧にできてる」と揶揄されるが、無事にコントロール機雷を無力化してみせる。
雪に一方的に想いを寄せセクハラ行為をたびたび働き、将来結婚するとまで言っていたが、第16話のビーメラ星での騒動の際に、古代と抱き合う雪の姿や、ビーメラ星人に叩かれても傷つかず化け物と呼ばれたことで、自身が人間ではなくロボットであることを改めて自覚する。しかしその後、雪に対してロボットにも人間的な博愛と自己犠牲の心があることを示している。
なお、名前のクレジットは、第2話までは単に「ロボット」とだけなっており、「アナライザー」とクレジットされたのは第3話以降である。劇中でも最初は雪からも「ロボちゃん」と呼ばれており、初めて「アナライザー」と呼ばれたのは第5話の土星タイタンの探索時である。
漫画版
松本零士の漫画では、2199年製の最新式にしては型が古いとの沖田の評に対し、「こうでないとロボットらしくないと開発者が抜かしよりました」と説明している。
聖悠紀の漫画では、デザイン自体は変わらないものの、黒目があり、かなり表情豊かになっている。関西弁で話す陽気なキャラとなっており、余計なことを言ってはバラバラにされるのが常となっている。

さらば宇宙戦艦ヤマト 愛の戦士たち
防衛軍科学局で真田と共に勤務し、謎の電波の解析にあたっていた。都市帝国との決戦では、医務室にて佐渡酒造の助手として負傷者の治療にあたっていたが、医務室が被弾したために爆発に巻き込まれ、佐渡と共に「戦死」した。
宇宙戦艦ヤマト2
第1話から登場。中央病院で働いていたり、技術局で真田の助手を務めていたりしている。テレザート星からの強力な電波によって内部回路が焼き切れ煙を吹き、さらに後頭部が飛んで火を噴いたことがあり、精神エネルギー波に対してはかなりデリケートである描写を見せている。
第10・11話では、宇宙ボタルに夢中になって作業がはかどらない乗組員を見かねて、宇宙ボタルを虫カゴに入れて乗組員に配るが、この宇宙ボタルはデスラーが罠として仕掛けた金属を捕食するバクテリアであり、艦内に騒動を引き起こしてしまう。第20話の土星会戦においては、真田とともにコスモタイガー三座型で索敵任務に出て、敵が発する通信をキャッチし、敵機動部隊を発見する。第24・25話の都市帝国との決戦時には、行方不明となった島に代わってヤマトの操縦をこなす。
宇宙戦艦ヤマト 新たなる旅立ち
中央病院におり、相原義一が「（退院させてもらえなくて）まるで牢屋にいる気分だった」と古代に耳打ちした際に、「相原さんは（看護婦に大人気で常に囲まれてて）一生入院していたいと言っていた」と暴露する。英雄の丘に行った際に、雪のスカートをめくって雪に追い掛け回され、佐渡から「あの癖はなかなか直らんなぁ」と笑われる。
ヤマトよ永遠に
佐渡犬猫病院におり、佐渡とくつろいでいたところ、地球に降下してくる暗黒星団帝国の重核子爆弾を目撃する。その後、敵の襲撃から逃れ、英雄の丘にいたところ、同じく逃れてきた他のヤマト乗組員と合流し、ヤマトがある小惑星イカロスに向かう。偽地球に降り立った際には、周囲の映像をヤマトまで送信している。
宇宙戦艦ヤマトIII
第1話から登場。第二の地球探しという航海の目的上、惑星探査に同行するなど活躍の場が増えている。しかし、第1・2話で太陽異常による世界的規模の磁気嵐によって2度も故障したり、第11話で波動エンジンの故障箇所を調べるため胴体を強引に利用されたり、第13話で銃撃戦での盾代わりにされたりと、散々な目にあっている。また、第2話では探査ロボットのリーダーという立場になっていると語られるが、探査ロボット自体が第2話と第19話にしか登場しないため、リーダーとして活躍することはない。
第20話での惑星ファンタム調査の際には、ファンタムから何かを感じ取り、何となくおかしいと判断して調査に反対するが、物的証拠がないとして聞き入れられなかった。その後、第21話において信じてもらえなかったことにふて腐れて、古代たちからファンタムの超常現象の原因を調べることを頼まれても頑として拒否したが、雪に頼まれた途端態度を変え、意気揚々とファンタムの調査に赴き、ファンタムがスーパーサイコエネルギーを発する一つの生命体であることを突き止める。
宇宙戦艦ヤマト 完結編
ガルマン・ガミラスへ向かう際には、雪の席に着いてレーダーを担当していた。その後、ディンギル帝国のハイパー放射ミサイルの攻撃によって乗組員が全滅し、付近の惑星に落下していくとき、偶然自動操縦が働いたのを見て、「ヤマトにも命があるのか」と言った直後に壊れる。地球帰還後に修理された模様で、ヤマト艦内の佐渡の私室でくつろいでいる。ディンギルの少年がフライドチキンを奪った際には密航者として捕まえようとしたが、段差で転んで捕まえそこねる。本作ではこのシーン以降登場せず、それまでの作品に比べて出番が非常に少ない。
宇宙戦艦ヤマト 復活篇
ヤマトには乗艦せず、地球のフィールドパークで佐渡とともにすごしている。地球がブラックホールに飲み込まれる際は、地球に最後まで残ることを決め、説得しに来た美雪を無理やり救命艇に乗せる。

## SPACE BATTLESHIP ヤマト
実写映画『SPACE BATTLESHIP ヤマト』では、古代が装備する小型コンピューターに移植したAIとして登場。元々は「アナライザーユニット」という、コスモゼロにオプションで搭載されるナビゲーションユニットの1種であった。
コスモゼロから分離・独立して、強力な武器を備えた戦闘ロボットにも変形できる。このロボット形態は、コスモゼロのマニュピレータコアに不整地用二脚バランスローダを組み合わせたもので、ヤマトの整備班によってコスモゼロの拡張ユニットの基幹部として追加で組み込まれた。その姿はアニメ版と頭部こそ似ているが、ずんぐりむっくりした体形ではなく、身長約3メートルのスマートなスタイルをしている。
ガミラス・イスカンダル星への上陸作戦時に再びコスモゼロに搭載され、上陸後に戦闘ロボットとなって古代たちを守るためにガミラス兵に攻撃。多数のガミラス兵に数で押されて古代に地球を託すメッセージを送り、爆発した。
本作制作当初、「ロボットを登場させるのは、実際に模型を作るにしてもCGで描写するにしても大変」ということで登場予定は無かった。しかし、制作スタッフの1人が「アナライザーのいないヤマトはヤマトじゃない」と強く主張したため、監督がラフモデルだけ作り、後の全てをそのスタッフに任せることで登場することになった。

## リメイクアニメ
第1作『ヤマト』のリメイク作品である『宇宙戦艦ヤマト2199』を初作とする本シリーズでは、ヤマトの自律型サブコンピュータという設定になっており、『ヤマト』のように自分を沖田に売り込むシーンは存在しない。デザインは出渕裕。
また、「AU09（エーユー・オーナイン）」という型番があり、「アナライザー」という呼称は型番で呼ばれることを嫌った本人が名乗ったものであるという設定になっている。
外見に関しては、腕から背中に伸びていた黄色のコードがなくなり、代わりに背中にスラスターを備えた箱状の突起がある。艦外活動では外部強化ユニットも装着している。全長は140センチメートル、胴回りの全幅は55.5センチメートルである。ボディーの分離や浮遊、腕の伸縮機能などの描写はなく、原作アニメほどのオールマイティーさは見られない。
平時はよく佐渡の私室でくつろいでいた原作と異なり、本作では特に他に仕事が無い時は第一艦橋の戦術長席の左隣の予備操縦席に常駐している。
性格は原作に比べると機械的な印象が強くなり、セクハラ行為をしないだけでなく、古代と雪の関係を疑った原田の言葉を全く理解できなかったり、酒も機能障害を起こす可能性があるとして頑なに断ったりするため、佐渡や原田からは「つまらない奴」と言われている。反面、自らを優秀と自賛するなど自信家な面はそのままであり、嬉しい時は諸手を上げて喜ぶなど、人間のような情緒を見せる場面も多い。
なお、本シリーズのアナライザーは基本的に3DCGで描写されている。

### 劇中での登場（リメイクアニメ）
宇宙戦艦ヤマト2199 / 宇宙戦艦ヤマト2199 星巡る方舟
第2話におけるヤマト発進準備時に初登場し、第3話で自律型であることが明かされる。
第9話ではメインキャラクターとしてクローズアップされている。第4話のエンケラドゥスで捕獲したガミロイド兵のオルタと同じ機械同士ゆえの交流を深めていく。アナライザーがオルタから、オルタが艦内ネットワークに接続した際に会った女性（オルタいわく「女神」）から言われた「あなたは誰」という問いに関し、「あなたは答えられるか」と聞かれた際には「友達」と答えた。これらの交流の中、オルタと自分たちは同じ存在と思考するようになる。後にオルタが脱走した際には、自分たちを敵と思われたくないとして保安部に銃を一旦収めることを願い、オルタを人間と同じように捕虜として扱うかについての揉め事が起きる。最終的にオルタはアナライザーの手によって活動を停止するが、オルタの「周りをすべて敵と認識した際に自爆する」というプログラムが作動した形跡はなく、アナライザーを仲間（友達）と認識していたことが示唆されている。
最終話では、旧作のように「ここが落ち着く」と言って佐渡の私室に入り浸るようになっている。
宇宙戦艦ヤマト2202 愛の戦士たち
第4話におけるヤマトの出航準備シーンで初登場。ヤマトが軍籍を外された際に払い下げ品となり、佐渡に引き取られていた。ヤマト乗組員の決起に際し、再びヤマトへ乗艦する。
第20話・第21話では惑星ゼムリアの記憶装置に制御を乗っ取られ、ヤマト乗組員との接触媒体にされる。第24話では医務室の爆発から佐渡をかばって致命的な損傷を受け、「佐渡先生…あり…がと…」と言い残して電源が断絶した半壊状態の頭部が、佐渡と真田によってヤマト退艦時に搬出される。なお、続編『宇宙戦艦ヤマト2205 新たなる旅立ち』では登場せず、ヤマトの第一艦橋にもAU09の設置場所そのものが存在していない。
BD&DVD第3巻のAmazon限定特典のドラマCD『誰も聞いてはならぬ裏ヤマト 第三章 Wアナライザーの「タンケン ボクノフネ」』では、システムの故障によって旧作に近い性格をした「アナライザー懐」となる（声も旧作の緒方賢一が演じている）。
ヤマトよ永遠に REBEL3199
ガトランティス戦役で破壊された初代からメモリーデータを引き継ぎ、2207年2月1日にロールアウトした正統後継機のAU19R 新アナライザーとして登場。初代と同一の記憶や機能を持つ交換部品でもある自分については、考えあぐねている。

### 系列機
本シリーズではアナライザーの同系列のロボットが存在している。形状はアナライザーと同じで、声優は同じくチョー。
なお、表記についてはAUと番号の間に「-」が入る時と入らない時があるが、ここでは後者で記載する。
AU08
アナライザーのベースとなった機体。設定のみのため外観や役務内容は不明。
なお、『2199』の極東管区司令部にはトサカの無いアナライザーが設置されていると設定されているが、これがAU08なのかは不明。
AU13（エーユー・サーティーン）
『2202』から登場する。配色は黒または白。AU09に比べて低い声で話す。
黒い機体は「ブラックアナライザー」という通称を持ち、劇中では「指揮AI」と呼ばれている。
波動実験艦「銀河」の自律制御を司るAIユニットであり、このAIが策定した航路図や作戦案に対し、人間が判断承認を下す形で銀河は運用されている。時間断層内にて自己増殖シミュレーションを続けるAIと連動しており、その最新データによってリアルタイムでアップデートされている。
銀河のAIユニットは地球と人類滅亡の可能性が大きくなったと判断した場合、地球人種の遺伝子を他の惑星で存続させる「G計画」を発動するようプログラムされているが、最終的には艦長の藤堂早紀がヤマトの救出を優先し、AIユニットを銃撃で破壊したうえで「更迭」と称して自分たちでの運用を宣言したことにより、「G計画」が実行されることはなかった。
また、無人艦アンドロメダブラックの艦橋にも、同型のAIユニットが搭載されている。
白い機体は『2202』最終話以降の銀河に搭載されている。「ホワイト・アナライザー」の通称を持ち、権限はブラックアナライザーよりも大幅に限定されている。
AU19（エーユー・ワンナイン）
『2205』から登場する。
戦闘空母ヒュウガの自立型サブフレーム部隊で、通称「アナライザーズ」。配色は白いラインのある青・黄・桃の3パターンが存在。
艦橋に配備された3機のリーダー機を中心として、運用目的ごとに色分けされた全40機の機体による連携処理を担当している。個体ごとに微妙に異なる個性が垣間見えるとされ、劇中でもリーダー機は喋り方がそれぞれ異なっている。
役割分担と機体数は以下の通り。
- 青 - 航空管制・カタパルト管理担当（15機）
- 黄 - 整備・補給担当（18機）
- 桃 - 火器管制担当（7機）

## 他作品での類似ロボット
松本零士作品では、「宇宙戦艦ヤマトシリーズ」とのクロスオーバーエピソードなどで、アナライザーの関連キャラクターが登場する。
アナライザー・ゼロ（ユニット0）
松本の作品群のクロスオーバーゲーム『松本零士999 〜Story of Galaxy Express 999〜』に登場。ユニット0として長い間壊れていたところを『銀河鉄道999』の主人公星野鉄郎に助けてもらい、『宇宙海賊キャプテンハーロック』のヤッタラン副長に引き取られ、アルカディア号に同乗することとなる。
初登場当初はAIユニットだけだったが、中盤のイスカンダル星でのエピソードで体を手に入れる。体の形状はアナライザーと同一だが、色が灰色となっている。
バトル・アナライザー
松本監修のゲーム『コスモウォーリアー零』に登場した戦闘用ロボット。通称「バトライザー」。デザイン自体はアナライザーと異なるものの、円筒形の胴体にトサカ上のフィンがある頭部など、シルエットは近い。身体の各所に武器を内蔵し、両足はヤマトの主砲に酷似している。宇宙艦モードに変形することでワープ航法も可能。
ゲーム中ではプレイヤーキャラクターの1人として登場。スクラップの山の中から目覚めるが、半ば故障して狂った状態であり、宇宙戦艦ヤマトを探すという目的だけに従って宇宙の星々を旅する。詳しい素性は明かされないが、エピローグではアナライザーのことを「兄さん」と呼んでいる。また、敵キャラクターとして、色違いのバトライザーも登場している。
アニメ版では、戦艦火龍のシステム担当攻撃型ロボットとして登場。身長約160センチメートル。
また、アナライザーと設定上の関係性は無いが、似たデザインのロボットも松本作品には登場することがある。『宇宙海賊キャプテンハーロック』では、ロペット・ワーワーが登場しており、声もアナライザー役の緒方が担当している。また『大YAMATO零号』では、ロボット工作兵艦隊「ティム艦隊」が登場しており、そのうちの1体のティムが大ヤマト零号に乗り込んでいる。

## その他
呉市海事歴史科学館「大和ミュージアム」の展示室D「未来へ」ではアナライザーが来場者を迎えてくれる。